# Octomeria rodeiensis
Octomeria rodeiensis é uma espécie de orquídea (Orchidaceae) originária do Brasil.